# سفارة الكويت في لندن
سفارة الكويت في لندن هي الجهة الممثلة رسميًا وسفارة الكويت في المملكة المتحدة.
السفير الحالي هو بدر العوضي.
تقع السفارة مقابل نايتسبريدج في ألبرت غيت، أحد مداخل هايد بارك. وهي تقع مباشرة مقابل السفارة الفرنسية.
ويُذكر بأن المبنى من إنشاء وتصميم المهندس البريطاني توماس كوبيت [الإنجليزية] في أربعينيات القرن التاسع عشر، وكان أحد أطول المباني في ذلك الوقت.
تمتلك الكويت أيضًا مكتبًا صحيًا في شارع ديفونشاير [الإنجليزية] في مرليبون، ومكتبًا استثماريًا في ورين هاوس، كارتر لين في مدينة لندن.
في عام 2011، تم تنظيم احتجاج خارج مبنى السفارة من قبل الكويتيين البدون في الكويت بدعوى أن الحكومة الكويتية تميز ضدهم.

## معرض الصور

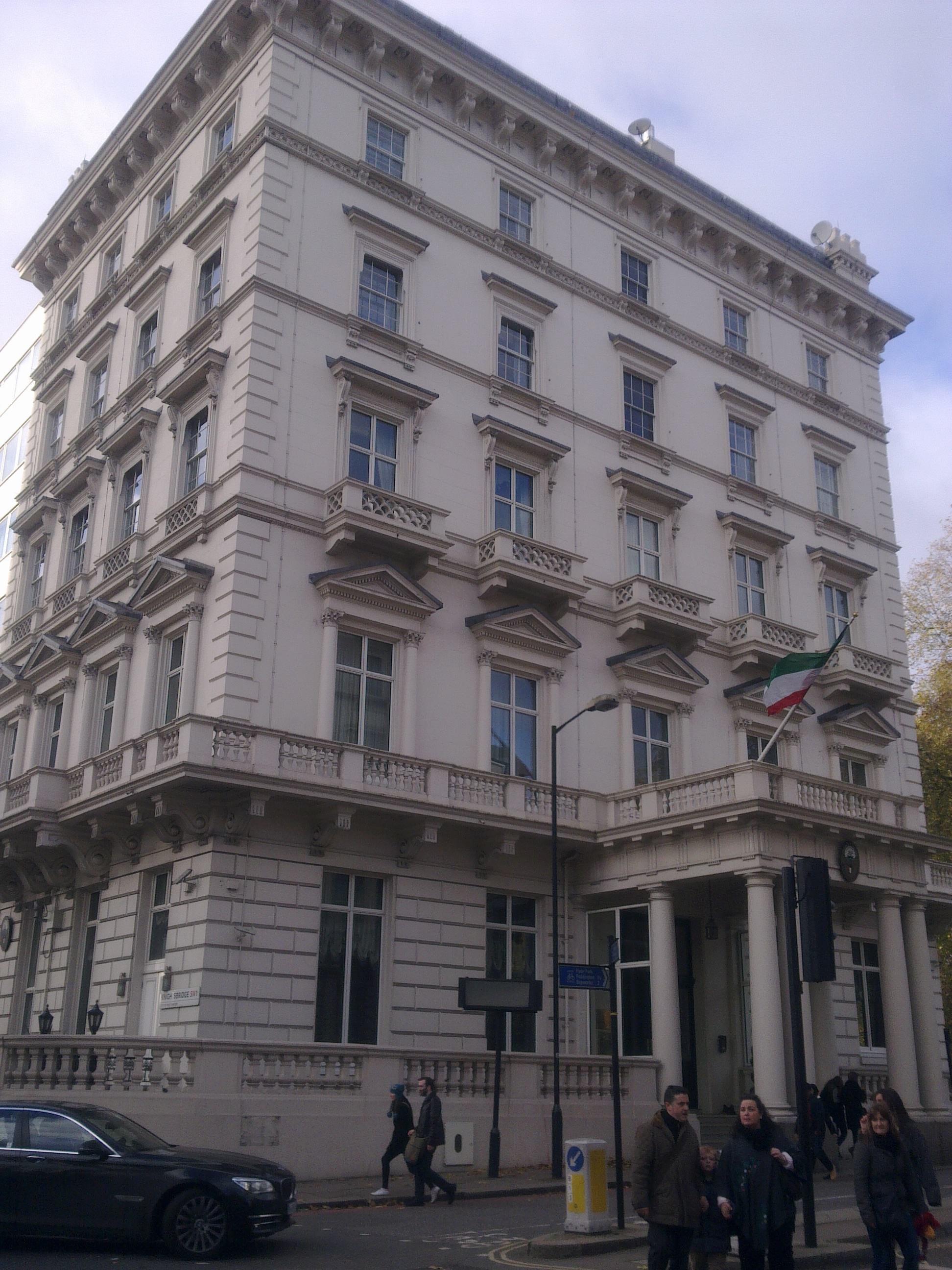
السفارة من نايتسبريدج
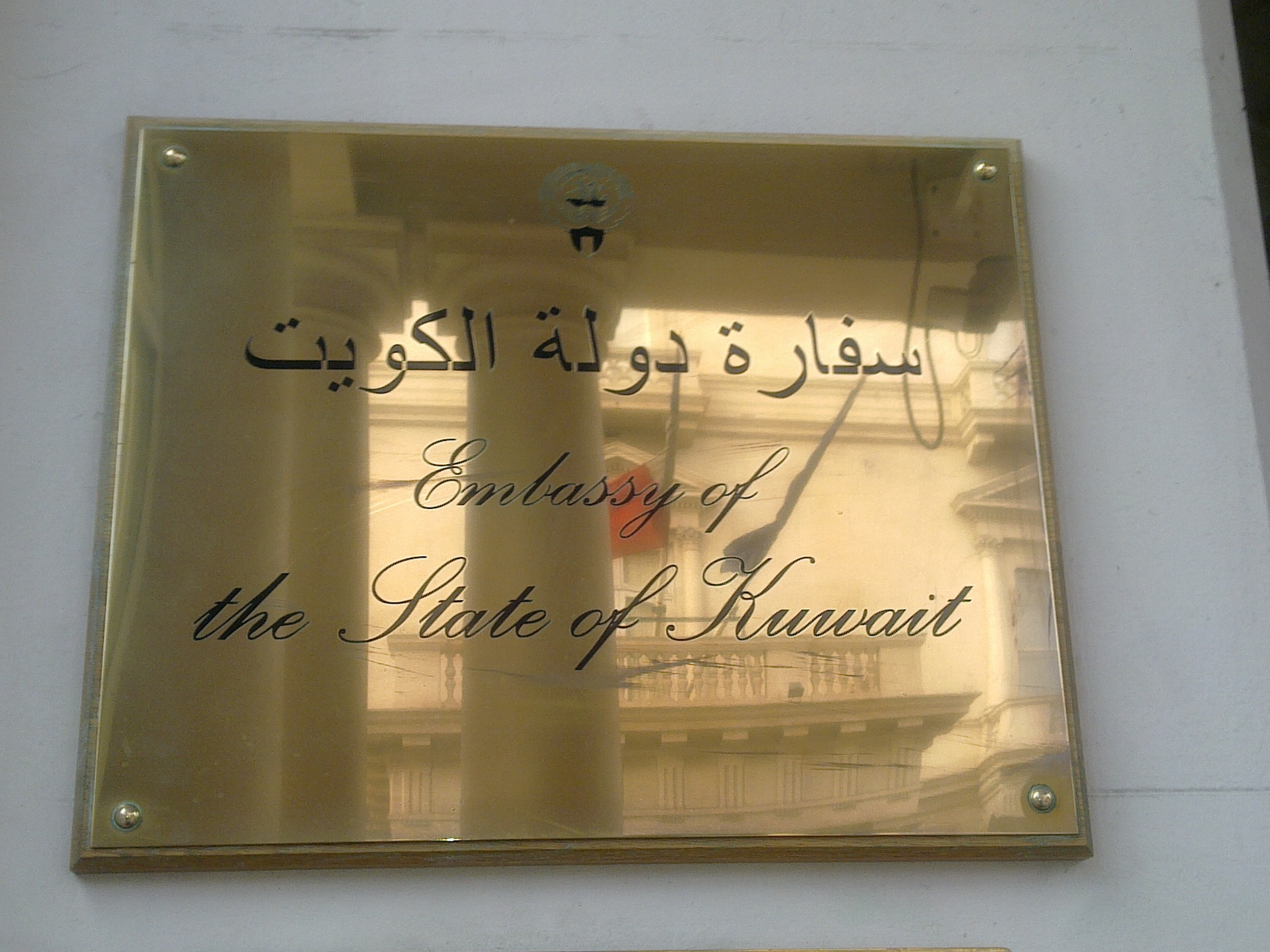
لوحة خارج السفارة باللغة العربية والإنجليزية تُظهر شعار الكويت
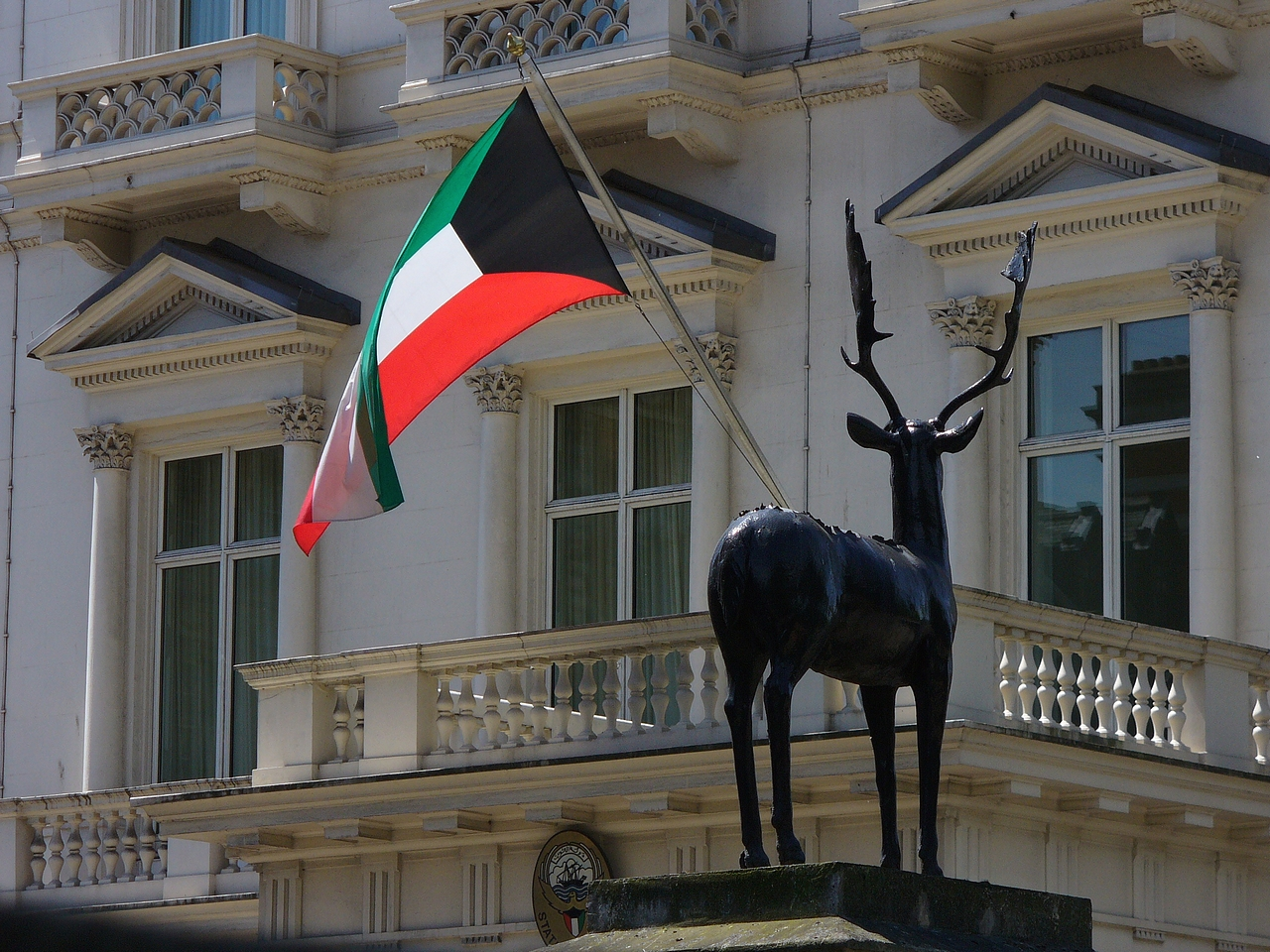
علم الكويت خارج السفارة